# Rally di Monte Carlo 2019
Il Rally di Monte Carlo 2019, ufficialmente denominato 87ème Rallye Automobile Monte-Carlo, è stata la prima prova del campionato del mondo rally 2019 nonché l'ottantasettesima edizione del Rally di Monte Carlo e la quarantunesima con valenza mondiale. La manifestazione si è svolta dal 24 al 27 gennaio sugli asfalti ghiacciati delle Alpi francesi a nord del Principato di Monaco, con base a Gap nelle prime due giornate mentre per la terza frazione il parco assistenza venne trasferito a Monte Carlo.

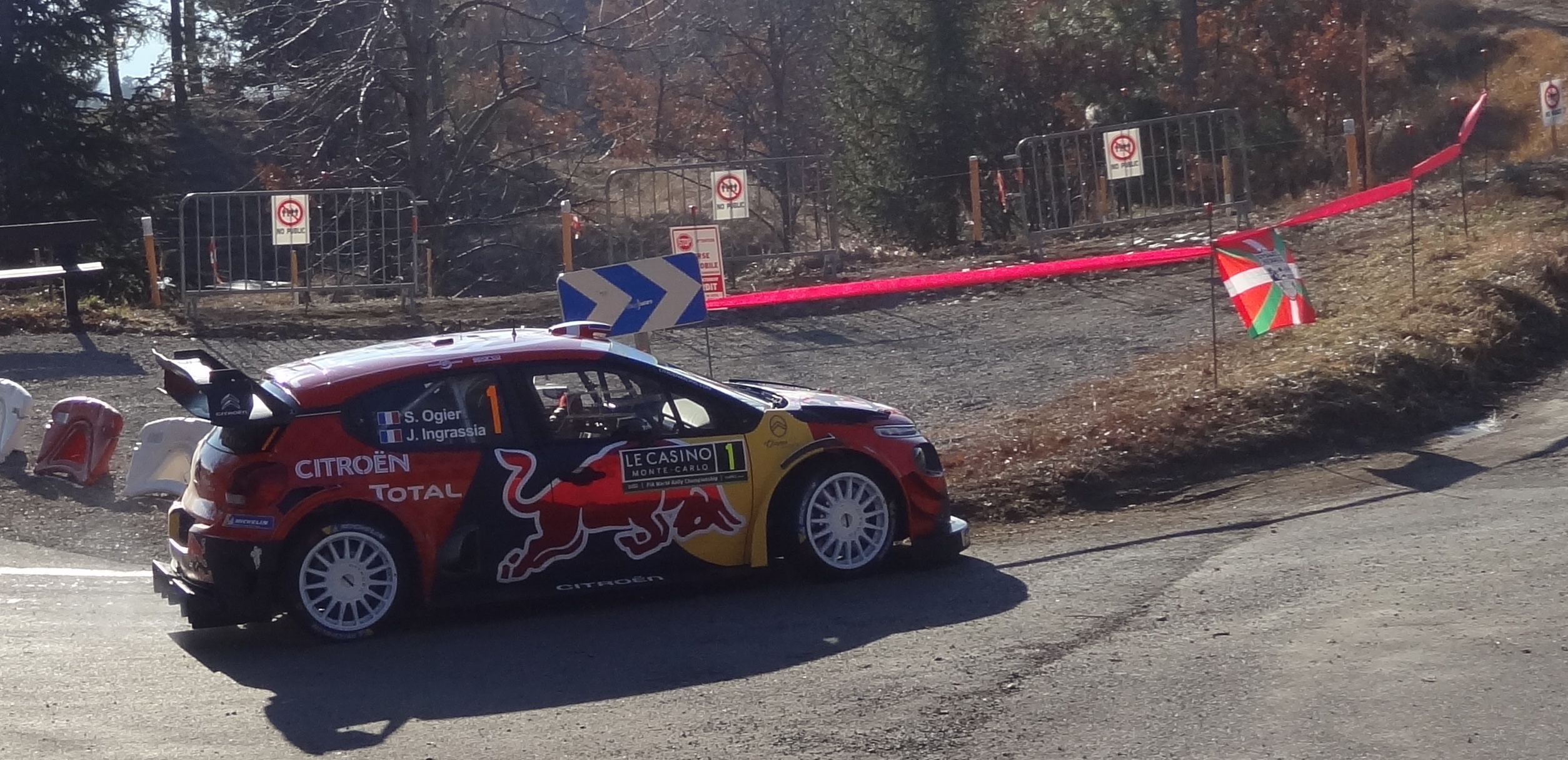
I vincitori Sébastien Ogier e Julien Ingrassia

L'evento è stato vinto dai campioni del mondo in carica, i francesi Sébastien Ogier e Julien Ingrassia al volante di una Citroën C3 WRC della squadra ufficiale Citroën Total WRT, davanti alla coppia belga formata da Thierry Neuville e Nicolas Gilsoul, su Hyundai i20 Coupe WRC del team Hyundai Shell Mobis WRT, e a quella estone composta da Ott Tänak e Martin Järveoja su Toyota Yaris WRC della scuderia Toyota Gazoo Racing WRT.
I britannici Gus Greensmith ed Elliott Edmondson, su Ford Fiesta R5 della squadra M-Sport Ford WRT, hanno invece conquistato la vittoria nella neonata categoria WRC-2 Pro, mentre i francesi Yoann Bonato e Benjamin Bolloud hanno vinto la classe WRC-2, alla guida di una Citroën C3 R5.

## Risultati

### Classifica
| Pos.      | Nº       | Pilota              | Co-pilota              | Auto                   | Squadra                 | Classe          | Tempo     | Distacco | Punti    |
| Generale  | Generale | Generale            | Generale               | Generale               | Generale                | Generale        | Generale  | Generale | Generale |
| --------- | -------- | ------------------- | ---------------------- | ---------------------- | ----------------------- | --------------- | --------- | -------- | -------- |
| 1.        | 1        | Sébastien Ogier     | Julien Ingrassia       | Citroën C3 WRC         | Citroën Total WRT       | WRC             | 3h21'15"9 |          | 29       |
| 2.        | 11       | Thierry Neuville    | Nicolas Gilsoul        | Hyundai i20 Coupe WRC  | Hyundai Shell Mobis WRT | WRC             | 3h21'18"1 | +2"2     | 21       |
| 3.        | 8        | Ott Tänak           | Martin Järveoja        | Toyota Yaris WRC       | Toyota Gazoo Racing WRT | WRC             | 3h23'31"1 | +2'15"2  | 17       |
| 4.        | 19       | Sébastien Loeb      | Daniel Elena           | Hyundai i20 Coupe WRC  | Hyundai Shell Mobis WRT | WRC             | 3h23'44"1 | +2'28"2  | 12       |
| 5.        | 10       | Jari-Matti Latvala  | Miikka Anttila         | Toyota Yaris WRC       | Toyota Gazoo Racing WRT | WRC             | 3h23'45"8 | +2'29"9  | 10       |
| 6.        | 5        | Kris Meeke          | Sebastian Marshall     | Toyota Yaris WRC       | Toyota Gazoo Racing WRT | WRC             | 3h26'52"1 | +5'36"2  | 13       |
| 7.        | 21       | Gus Greensmith      | Elliott Edmondson      | Ford Fiesta R5         | M-Sport Ford WRT        | RC2 / WRC-2 Pro | 3h34'20"5 | +13'04"6 | 6        |
| 8.        | 22       | Yoann Bonato        | Benjamin Boulloud      | Citroën C3 R5          | -                       | RC2 / WRC-2     | 3h35'12"4 | +13'56"5 | 4        |
| 9.        | 34       | Stéphane Sarrazin   | Jacques-Julien Renucci | Hyundai i20 R5         | -                       | RC2             | 3h35'22"7 | +14'06"8 | 2        |
| 10.       | 26       | Adrien Fourmaux     | Renaud Jamoul          | Ford Fiesta R5         | -                       | RC2 / WRC-2     | 3h37'19"3 | +16'03"4 | 1        |
| 11.       | 3        | Teemu Suninen       | Marko Salminen         | Ford Fiesta WRC        | M-Sport Ford WRT        | WRC             | 3h39'12"7 | +17'56"8 | 1        |
| WRC-2 Pro |          |                     |                        |                        |                         |                 |           |          |          |
| 1. (7.)   | 21       | Gus Greensmith      | Elliott Edmondson      | Ford Fiesta R5         | M-Sport Ford WRT        | RC2 / WRC-2 Pro | 3h34'20"5 |          | 25       |
| 2. (18.)  | 30       | Kalle Rovanperä     | Jonne Halttunen        | Škoda Fabia R5         | Škoda Motorsport        | RC2 / WRC-2 Pro | 3h47'48"3 | +13'27"8 | 18       |
| WRC-2     |          |                     |                        |                        |                         |                 |           |          |          |
| 1. (8.)   | 22       | Yoann Bonato        | Benjamin Boulloud      | Citroën C3 R5          | -                       | RC2 / WRC-2     | 3h35'12"4 |          | 25       |
| 2. (10.)  | 26       | Adrien Fourmaux     | Renaud Jamoul          | Ford Fiesta R5         | -                       | RC2 / WRC-2     | 3h37'19"3 | +2'06"9  | 18       |
| 3. (12.)  | 23       | Ole Christian Veiby | Jonas Andersson        | Volkswagen Polo GTI R5 | -                       | RC2 / WRC-2     | 3h39'29"1 | +4'16"7  | 15       |
| 4. (14.)  | 29       | Rhys Yates          | Denis Giraudet         | Škoda Fabia R5         | -                       | RC2 / WRC-2     | 3h42'10"8 | +6'58"4  | 12       |
| 5. (16.)  | 24       | Nicolas Ciamin      | Yannick Roche          | Volkswagen Polo GTI R5 | -                       | RC2 / WRC-2     | 3h43'33"2 | +8'20"8  | 10       |
| 6. (24.)  | 35       | Manuel Villa        | Daniele Michi          | Škoda Fabia R5         | -                       | RC2 / WRC-2     | 3h55'18"5 | +20'06"1 | 8        |

| Principali ritiri | Principali ritiri | Principali ritiri | Principali ritiri | Principali ritiri     | Principali ritiri       | Principali ritiri | Principali ritiri | Principali ritiri |
| PS                | Nº                | Pilota            | Copilota          | Auto                  | Squadra                 | Classe            | Causa             | Pos.              |
| ----------------- | ----------------- | ----------------- | ----------------- | --------------------- | ----------------------- | ----------------- | ----------------- | ----------------- |
| PS 9              | 4                 | Esapekka Lappi    | Janne Ferm        | Citroën C3 WRC        | Citroën Total WRT       | WRC               | Motore            | 23º               |
| PS 10             | 33                | Elfyn Evans       | Scott Martin      | Ford Fiesta WRC       | M-Sport Ford WRT        | WRC               | Incidente         | 7º                |
| PS 10             | 89                | Andreas Mikkelsen | Anders Jæger      | Hyundai i20 Coupe WRC | Hyundai Shell Mobis WRT | WRC               | Ruota persa       | 4º                |

Legenda
| Icona     | Note                                                                                 |
| --------- | ------------------------------------------------------------------------------------ |
| WRC       | Equipaggio di classe WRC che può conquistare punti per il campionato costruttori     |
| WRC       | Equipaggio di classe WRC che non può conquistare punti per il campionato costruttori |
| WRC-2 Pro | Equipaggio registrato al campionato WRC-2 Pro                                        |
| WRC-2     | Equipaggio registrato al campionato WRC-2                                            |
| JWRC      | Equipaggio registrato al campionato Junior WRC                                       |
|           | Ulteriori classificazioni                                                            |

### Prove speciali
| Frazione            | Prova | Ora   | Nome                                        | Lunghezza | Vincitori                                                            | Tempo           | Leader del rally                 |
| ------------------- | ----- | ----- | ------------------------------------------- | --------- | -------------------------------------------------------------------- | --------------- | -------------------------------- |
| Frazione 1 (24 Gen) | PS1   | 19:38 | La Bréole - Selonnet                        | 20,76 km  | Ott Tänak Martin Järveoja                                            | 13'02"0         | Ott Tänak Martin Järveoja        |
| Frazione 1 (24 Gen) | PS2   | 20:41 | Avançon - Notre-Dame-du-Laus                | 20,59 km  | Thierry Neuville Nicolas Gilsoul                                     | 13'18"5         | Ott Tänak Martin Järveoja        |
| Frazione 2 (25 Gen) | PS3   | 09:11 | Valdrôme - Sigottier 1                      | 20,04 km  | prova annullata                                                      | prova annullata | Ott Tänak Martin Järveoja        |
| Frazione 2 (25 Gen) | PS4   | 10:14 | Roussieux - Laborel 1                       | 24,05 km  | Sébastien Loeb Daniel Elena                                          | 14'42"1         | Thierry Neuville Nicolas Gilsoul |
| Frazione 2 (25 Gen) | PS5   | 11:37 | Curbans - Piégut 1                          | 18,47 km  | Sébastien Ogier Julien Ingrassia                                     | 13'49"1         | Thierry Neuville Nicolas Gilsoul |
| Frazione 2 (25 Gen) | PS6   | 14:23 | Valdrôme - Sigottier 2                      | 20,04 km  | Sébastien Ogier Julien Ingrassia e Jari-Matti Latvala Miikka Anttila | 13'39"5         | Thierry Neuville Nicolas Gilsoul |
| Frazione 2 (25 Gen) | PS7   | 15:26 | Roussieux - Laborel 2                       | 24,05 km  | Sébastien Loeb Daniel Elena                                          | 14'26"6         | Sébastien Ogier Julien Ingrassia |
| Frazione 2 (25 Gen) | PS8   | 16:49 | Curbans - Piégut 2                          | 18,47 km  | Thierry Neuville Nicolas Gilsoul                                     | 13'25"5         | Sébastien Ogier Julien Ingrassia |
| Frazione 3 (26 Gen) | PS9   | 08:48 | Agnières-en-Dévoluy – Corps 1               | 29.82 km  | Ott Tänak Martin Järveoja                                            | 20'54"0         | Sébastien Ogier Julien Ingrassia |
| Frazione 3 (26 Gen) | PS10  | 10:06 | Saint-Léger-les-Mélèzes – La Bâtie-Neuve 1  | 16,87 km  | Ott Tänak Martin Järveoja                                            | 10'12"1         | Sébastien Ogier Julien Ingrassia |
| Frazione 3 (26 Gen) | PS11  | 12:47 | Agnières-en-Dévoluy – Corps 2               | 29.82 km  | Ott Tänak Martin Järveoja                                            | 19'54"5         | Sébastien Ogier Julien Ingrassia |
| Frazione 3 (26 Gen) | PS12  | 14:08 | Saint-Léger-les-Mélèzes – La Bâtie-Neuve 2  | 16,87 km  | Ott Tänak Martin Järveoja                                            | 9'53"2          | Sébastien Ogier Julien Ingrassia |
| Frazione 4 (27 Gen) | PS13  | 08:20 | La Bollène-Vésubie – Peïra-Cava 1           | 18,41 km  | Ott Tänak Martin Järveoja                                            | 11'40"3         | Sébastien Ogier Julien Ingrassia |
| Frazione 4 (27 Gen) | PS14  | 09:08 | La Cabanette - Col de Braus 1               | 13,58 km  | Ott Tänak Martin Järveoja                                            | 9'52"4          | Sébastien Ogier Julien Ingrassia |
| Frazione 4 (27 Gen) | PS15  | 10:55 | La Bollène-Vésubie – Peïra-Cava 2           | 18,41 km  | Thierry Neuville Nicolas Gilsoul                                     | 11'25"5         | Sébastien Ogier Julien Ingrassia |
| Frazione 4 (27 Gen) | PS16  | 12:18 | La Cabanette - Col de Braus 2 (power stage) | 13,58 km  | Kris Meeke Sebastian Marshall                                        | 9'37"3          | Sébastien Ogier Julien Ingrassia |

### Power stage
PS16: La Cabanette - Col de Braus 2 di 13,58 km, disputatasi domenica 27 gennaio 2019 alle ore 12:18 (UTC+1).
| Pos. | No. | Pilota           | Co-pilota          | Auto                  | Classe | Tempo  | Distacco | Punti |
| ---- | --- | ---------------- | ------------------ | --------------------- | ------ | ------ | -------- | ----- |
| 1    | 5   | Kris Meeke       | Sebastian Marshall | Toyota Yaris WRC      | WRC    | 9'37"3 |          | 5     |
| 2    | 1   | Sébastien Ogier  | Julien Ingrassia   | Citroën C3 WRC        | WRC    | 9'41"2 | +3"9     | 4     |
| 3    | 11  | Thierry Neuville | Nicolas Gilsoul    | Hyundai i20 Coupe WRC | WRC    | 9'43"0 | +5"7     | 3     |
| 4    | 8   | Ott Tänak        | Martin Järveoja    | Toyota Yaris WRC      | WRC    | 9'43"1 | +5"8     | 2     |
| 5    | 3   | Teemu Suninen    | Marko Salminen     | Ford Fiesta WRC       | WRC    | 9'45"8 | +8"5     | 1     |

## Classifiche mondiali
Classifica piloti
| Pos. | Pilota             | Punti |
| ---- | ------------------ | ----- |
| 1    | Sébastien Ogier    | 29    |
| 2    | Thierry Neuville   | 21    |
| 3    | Ott Tänak          | 17    |
| 4    | Kris Meeke         | 13    |
| 5    | Sébastien Loeb     | 12    |
| 6    | Jari-Matti Latvala | 10    |
| 7    | Gus Greensmith     | 6     |
| 8    | Yoann Bonato       | 4     |
| 9    | Stéphane Sarrazin  | 2     |
| 10   | Adrien Fourmaux    | 1     |
| 11   | Teemu Suninen      | 1     |

Classifica co-piloti
| Pos. | Co-pilota              | Punti |
| ---- | ---------------------- | ----- |
| 1    | Julien Ingrassia       | 29    |
| 2    | Nicolas Gilsoul        | 21    |
| 3    | Ott Tänak              | 17    |
| 4    | Sebastian Marshall     | 13    |
| 5    | Daniel Elena           | 12    |
| 6    | Miikka Anttila         | 10    |
| 7    | Elliott Edmondson      | 6     |
| 8    | Benjamin Boulloud      | 4     |
| 9    | Jacques-Julien Renucci | 2     |
| 10   | Renaud Jamoul          | 1     |
| 11   | Marko Salminen         | 1     |

Classifica costruttori WRC
| Pos. | Squadra                 | Punti |
| ---- | ----------------------- | ----- |
| 1    | Hyundai Shell Mobis WRT | 30    |
| 2    | Citroën Total WRT       | 25    |
| 3    | Toyota Gazoo Racing WRT | 25    |
| 4    | M-Sport Ford WRT        | 14    |